# The Living Desert
The Living Desert is een Amerikaanse documentaire uit 1953. Het was de eerste lange speelfilm in de True-Life Adventures-reeks, een documentaireserie die Walt Disney Pictures van 1948 tot 1960 in de bioscoop uitbracht. Het was ook de eerste keer dat Disney niet een film distribueerde in samenwerking met RKO Radio Pictures maar met hun eigen bedrijf Buena Vista Distribution. 

## Prijzen
De film werd goed ontvangen en won de Oscar voor Beste Documentaire. Daarnaast nam het ook verschillende prijzen in ontvangst in Cannes en Cannes en kreeg hij speciale erkenning tijdens de Golden Globes van dat jaar. In 2000 werd de film opgenomen in het National Film Registry.